# 켐방안역

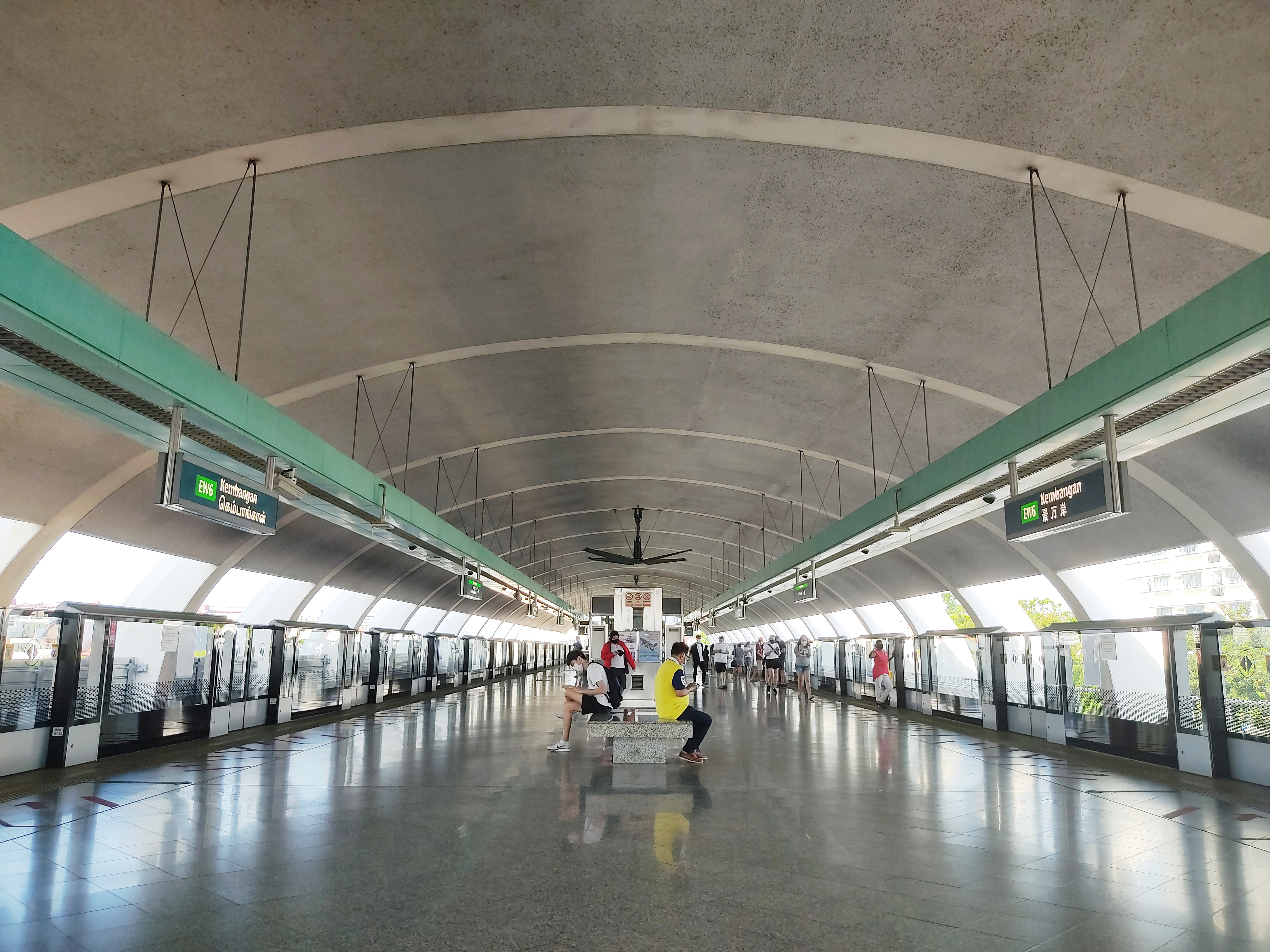

켐방안역(Kembangan MRT station)은 싱가포르 베독의 이스트웨스트선에 있는 지상 MRT(Mass Rapid Transit) 역이다. 심스 애비뉴 이스트(Sims Ave East)와 잘란 켐방안의 교차점에 건설된 역의 일부는 시그랩(Siglap) 운하 바로 위에 있다. '켐방안'이라는 이름은 말레이어로 '확장'을 의미한다.